# Frauentaxi
Als Frauentaxi oder Nachttaxi für Frauen werden Angebote für Frauen, am späten Abend oder in der Nacht mit Taxen zu ermäßigten Preisen oder einem Festpreis innerhalb einer bestimmten Reichweite befördert zu werden.

## Geschichte
Die Idee dazu entstand 1983 in West-Berlin im Zusammenhang einer Protestbewegung, die entstanden war, nachdem eine Studentin nachts auf dem Nachhauseweg von dem Serienmörder Thomas Rung vergewaltigt und ermordet worden war. Sie wurde in 40 weiteren deutschen Städten von Gruppen gegen Gewalt gegen Frauen und Kommunalpolitikerinnen aufgegriffen. Mit dem von Städten oder Gemeinden subventionierten Frauentaxi zum Normalpreis des öffentlichen Nahverkehrs sollte Frauen, die nicht die finanziellen Mittel für ein Taxi haben, die Möglichkeit gegeben werden, abends auszugehen, ohne dabei gefährdet zu werden. Der Hintergrund für das Angebot eines Frauentaxis bzw. Nachttaxis für Frauen waren die von Frauen geäußerten Unsicherheitsgefühle, sich nachts im öffentlichen Raum zu bewegen, was sich auf ihre Mobilität beschränkend auswirkt. Eine von der Zeitschrift Stern 1984 veröffentlichte bundesweit durchgeführte repräsentative Studie ergab, dass sich in Deutschland 71 Prozent der Frauen und 22 Prozent der Männer bedroht fühlten, wenn sie nachts zu Fuß unterwegs sind.
Das erste Nachttaxi für Frauen wurde 1985 vom Gemeinderat in Tübingen beschlossen, der erste Modellversuch in Bielefeld durchgeführt. Anfang 1988 bewilligte die Bezirksversammlung von Hamburg-Bergedorf 120.000 DM für ein Projekt des Frauentaxis im Bezirk. Die Mittel wurden von der Initiative Frauen in Fahrt (FIF) für ABM-Kräfte bis Ende des Jahres weitgehend ausgeschöpft, diese konnten aber nur für die Verwaltung eingesetzt werden, nicht als Fahrer. Das Bemühen, das Projekt an den Verkehrsverbund HVV anzugliedern, scheiterte an der zuständigen Wirtschaftsbehörde. Ab dem 31. Mai 1992 betrieb die VHH das Frauen-Nachtauto Bergedorf (FNB) im Bezirk mit drei Mitsubishi L 300 Minibussen abends bis 2 Uhr nachts, an Wochenenden bis 4 Uhr nachts, in der dunklen Jahreszeit sogar bereits ab 16:30 Uhr, wobei HVV-Kunden Fahrpreisermäßigungen erhielten. Am 29. Mai 1994 wurde das Frauen-Nachtauto abgelöst durch ein für alle offenes Anruf-Sammel-Taxi-System. 
2015 brachte die Fraktion der Grünen im Stadtrat München den Antrag für bezuschusste Frauentaxen ein, die nach dem Vorbild von Hannover seit 1994 Frauen von der nächsten Haltestelle ihres Busses oder ihrer Bahn nachts nach Hause bringen sollen.
In Freiburg im Breisgau gibt es seit Dezember 2017 als Reaktion auf den Mordfall Maria Ladenburger wieder ein Frauentaxi. Dies gab es bereits von 1991 bis 2003.
Seit einigen Jahren gibt es Frauentaxis auch in anderen Ländern/Städten, zum Beispiel Dubai und in Indien, die auch von Frauen gesteuert werden. Die Azad Foundation in Indien bildet Frauen zu Taxifahrerinnen aus.
In Heidelberg (seit 1992) und Mannheim (seit 2019) werden in der Zeit von 22 bis 6 Uhr spezielle Frauen-Nachttaxis angeboten. Diese sind gesondert über die teilnehmenden Taxizentralen anzufordern. In Heidelberg gilt das Angebot nur innerhalb des Stadtgebietes für Menschen, die sich als Frau identifizieren, ab 14 Jahren mit amtlichem Wohnsitz in Heidelberg, mit einem vorab zu erwerbenden Festpreis-Ticket. In Mannheim galt das Angebot für alle Menschen, die sich als Frau identifizieren, ab 14 Jahren, seit 2022 nur noch für Mannheimerinnen, solange die Fahrt im Stadtgebiet Mannheim beginnt. Jede Fahrt wird hier von der Stadt mit einem Festpreis bezuschusst. Die teilnehmenden Taxiunternehmen verpflichten sich zudem zur Teilnahme an speziellen Schulungen für ihre Fahrer.

## Kritik
Da Fahrer von Frauen-Taxis keine besondere Eignung haben und kein Erweitertes Führungszeugnis vorzulegen haben, kommt es in Einzelfällen auch zu sexueller Belästigung von Frauen durch die Fahrer von Frauen-Taxis.
Der explizite Ausschluss von Männern, die ihre Taxifahrt in vollem Umfang selbst zu finanzieren haben, wird damit gerechtfertigt, dass durch das Frauen-Taxi tatsächlich bestehende Nachteile von Frauen ausgeglichen werden.